# Gheorghe Cipăianu
Gheorghe Cipăianu (n. 4 noiembrie 1879, Cipăieni, județul Torda-Aranyos, Austro-Ungaria, azi în județul Mureș, România – d. 9 august 1957, București, România) a fost un agronom ameliorator, om de stat român și fost ministru al agriculturii în Guvernul Gheorghe Tătărăscu (1). A fost un practician dedicat progresului agriculturii românești, contribuind semnificativ la ameliorarea plantelor, reforma agrară și organizarea instituțiilor agricole.

## Biografie

### Copilărie și educație
Gheorghe Cipăianu s-a născut pe 4 noiembrie 1879 în satul Cipăieni, aproape de Turda, în județul Torda-Aranyos, pe atunci parte a Austro-Ungariei. A urmat școala primară în satul natal și liceul la Blaj, absolvind la 17 ani. A continuat studiile la Școala Centrală de Agricultură de la Herăstrău, București, pe care a absolvit-o ca șef de promoție în 1898 (sau 1899, conform altor surse). A fost trimis pentru perfecționare la Institutul de Agronomie din Leipzig, absolvind în 1906, și a obținut doctoratul în științe agricole cu specializarea în ameliorarea plantelor în 1909, cu calificativul „Magna cum laude”.

### Carieră profesională
După întoarcerea în țară, Cipăianu a lucrat inițial ca agronom specialist la Ministerul Agriculturii, în contextul în care agronomii se confruntau cu dificultăți în găsirea unui loc de muncă. În 1911, a fost numit inspector rural la Ministerul Agriculturii. A început activitatea de ameliorator la moșia Țigănești, care devenise un model de exploatare agricolă încă din timpul lui Vlad Cârnu-Munteanu. Moșia a atras atenția agronomilor, studenților și chiar a vizitatorilor străini datorită inovațiilor introduse de Cipăianu.
În timpul Primului Război Mondial (1916-1917), a fost membru al consiliului economic al Ministerului de Război. Între 1917 și 1918, a ocupat funcția de prefect al județului Neamț. După unirea Transilvaniei cu România, a fost secretar general al Ministerului Agriculturii (1918-1919) și președinte al Comisiei pentru Reforma Agrară din 1919, gestionând împroprietărirea țăranilor. Din 1920 până în 1922, a condus agenția centrală pentru cooperative și distribuția pământului, în contextul reformei funciare majore. A fost subsecretar de stat în Ministerul Agriculturii între 1923-1926 și 1927-1928. În 1924, numirea sa ca subsecretar de stat a fost celebrată la Casa Centrală a Cooperației și Împroprietăririi, fiind considerat primul agronom, după Petre S. Aurelian, care a atins o poziție atât de înaltă în conducerea agriculturii.
Membru al Partidului Național Liberal din 1910, a reprezentat județele Târnava-Mică și Turda în Parlament, ca senator (1922-1926) și deputat (1931, 1933). În perioada noiembrie 1933 – februarie 1934, a fost ministru al agriculturii în cabinetele lui Ion G. Duca, Constantin Angelescu și Gheorghe Tătărăscu. În 1944, a participat la comitetul pentru o nouă reformă funciară.
În 1950, la începutul regimului comunist, a fost arestat și condamnat la închisoare, trecând prin penitenciarul Sighet. A fost eliberat în 1955 și a murit doi ani mai târziu, pe 9 august 1957, la București.

### Activitate publică și organizațională
Cipăianu a fost vicepreședinte al revistei „Câmpul” (1910), membru al comitetului de redacție al revistei „Viața agricolă” (1912, președinte în 1926), vicepreședinte și ulterior președinte al Societății Române de Agricultură (1914). La cel de-al Doilea Congres al Societății, a susținut împroprietărirea țăranilor, argumentând că proprietarii rurali sunt cei mai dedicați apărători ai pământului, dar a subliniat nevoia de educație agricolă pentru noii împroprietăriți. A fost unul dintre fondatorii Societății Agronomice, alături de G. Ionescu-Sisești, Al. Nasta și Constantin Sandu Aldea, contribuind la consolidarea prestigiului breslei agronomilor.
A sprijinit personal agronomi de seamă, inițiind construirea unei case pentru Constantin Sandu Aldea lângă Școala de la Herăstrău și împroprietărirea lui George Maior cu 25 ha la pensionare, în semn de recunoștință pentru contribuțiile sale.

## Activitate științifică

### Domenii de cercetare
- Ameliorarea plantelor (sfeclă de zahăr, grâu, porumb, ovăz, mazăre, fasole)
- Producția agricolă și reforma agrară
- Tehnici agricole și organizarea exploatațiilor

### Contribuții originale
Gheorghe Cipăianu s-a remarcat ca ameliorator practic la moșia Țigănești, unde a început lucrări de ameliorare după 1903, concentrându-se pe sfeclă de zahăr, grâu, porumb, ovăz, mazăre și fasole. La sfeclă, a creat soiul „De Țigănești” prin selecție individuală din soiul german Kleinwanzleben, obținând un conținut mediu de zahăr de 17,2% și elite cu 22,2%. A efectuat experiențe cu îngrășăminte pentru a spori producția.
În ameliorarea grâului, a vizat păstrarea calităților grâului românesc (rezistența la ger, precocitatea) și îmbunătățirea rezistenței la cădere, productivității și rugini. Prin selecție individuală (1908-1909), a obținut linii promițătoare (A, B, C, D, E), pe care le-a încrucișat complex. În 1914, a încrucișat soiurile autohtone Bălan și Uriaș cu liniile sale și soiul german Squarhead, obținând soiuri intensive precum Cipăianu 148 și Cipăianu 714, cu spice scurte, dense și măciulate.
La porumb, a început ameliorarea în 1906, încrucișând soiul tardiv Dinte de cal auriu cu Cincantin și Hîngănesc pentru a combina productivitatea cu alte calități. La ovăz, a încrucișat soiul Ligowo cu ovăzul românesc de munte pentru a crește productivitatea. A efectuat selecție la mazăre (încrucișând soiurile Victoria cu bob verde și Folger precoce) și fasole (dintr-o populație locală de Țigănești). După 1920, a renunțat treptat la activitatea de ameliorare, odată cu înființarea Societății „Sămânța” și colaborarea cu amelioratorul suedez Nilsson-Ehle de la Svalöf.
A publicat articole practice, precum *Lintea* (1907), *Morcovii de nutreț* (1908), *Importanța dospirii pământului* (1909), și a coautorat *Manualul de agricultură* (1912) cu Max Popovici, introducând clasificarea solurilor a lui G.M. Murgoci și descriind obiectivele ameliorării grâului (uniformitatea tulpinii, spice dense, rezistență la scuturare). A susținut inocularea cu bacterii azotifere și tratamentele împotriva bolilor cu piatră vânătă și formalină.
În *Înrâurirea reformei agrare asupra producției agricole în România întregită* (1921), a analizat impactul reformei din 1919-1921, notând că 7.826.547 ha au fost distribuite țăranilor, dar 450.000 de țărani îndreptățiți nu au beneficiat din cauza lacunelor legii. A propus comasarea proprietăților, educație agricolă pentru țărani, rotația culturilor și sprijin financiar. În *Viața economică a satelor* (1927), a sugerat un curs complementar de 3 ani pentru pregătirea agricolă a tinerilor din sate. În *Combaterea crizei agricole prin raționalizarea producției* (1930), a recomandat diversificarea culturilor (sfeclă, soia, lucerna) și mecanizarea pentru a depăși criza de supraproducție a cerealelor din 1931.

### Recunoaștere internațională
Nu există informații detaliate despre recunoașterea internațională a lui Gheorghe Cipăianu, dar colaborarea sa cu Nilsson-Ehle de la Svalöf și studiile la Leipzig indică o conexiune cu comunitatea științifică europeană. A fost decorat ca Mare Ofițer al Ordinului Steaua României și al Ordinului Coroanei.

## Lucrări
- Lintea, „Jurnalul Societății Agricole”, 1907
- Morcovii de nutreț, „Jurnalul Societății Agricole”, nr. 10, București, 1907
- Rolul și însemnătatea vitelor de muncă, „Câmpul”, nr. 3, București, 1907
- Importanța dospirii pământului, „Viața agricolă”, București, 1909
- Ce trebuie să semănăm pe terenuri rămase neînsămânțate?, 1909
- Manual de agricultură (coautor cu Max Popovici), București, Tip. „Socec”, 1912
- Înmagazinarea și conservarea umidității în sol, „Viața agricolă”, nr. 1, București, 1912
- Ameliorarea plantelor agricole de C. Sandu Aldea, „Viața agricolă”, București, 1915
- Primele rezultate ale aplicării decretelor lege în Vechiul Regat și în ținuturile alipite, „Viața agricolă”, nr. 3, București, 1920
- Exploatațiile agricole față cu noile impozite, București, Tip. „Gutemberg”, 1921
- Înrâurirea reformei asupra producției agricole, București, Tip. „Gutemberg”, 1921
- Viața economică a satelor, București, Ed. „PAS”, 1921
- Metode de ameliorare a grâului românesc, „Calendarul Plugarilor”, București, 1921
- Dezvoltarea agriculturii în ultimii 100 de ani, București, Ed. „Cartea Românească”, 1929
- Combaterea crizei agricole, București, Tip. „Oltenia”, 1930
- Organizarea și încurajarea agriculturii, „Viața agricolă”, București, 1930
- Rolul fermei școală în propășirea agriculturii, „Viața agricolă”, București, 1941

## In memoriam
Gheorghe Cipăianu a murit pe 9 august 1957, după o carieră de peste patru decenii dedicată progresului agriculturii românești. A fost un agronom ameliorator, om de stat și militant pentru educația agricolă a țăranilor, contribuind la modernizarea agriculturii și la reforma agrară. Rămâne o figură de seamă în istoria agronomiei românești.